# ووملس
ووملز (به هلندی: Wommels) یک منطقهٔ مسکونی در هلند است که در سودوست-فریسلان واقع شده‌است. ووملز ۲٬۲۱۶ نفر جمعیت دارد.